# Laevicaudata
Laevicaudata is een orde van kreeftachtigen uit de klasse van de Branchiopoda (blad- of kieuwpootkreeftjes).

## Familie
- Lynceidae